# Бабине (Каховський район)
Ба́бине — село Каховського району Херсонської області. Входить до складу Верхньорогачицької селищної громади.

## Історія
Поблизу села відкрито поселення середньої бронзової доби Бабине III, досліджене 1953 року Аркадієм Добровольським. Під час розкопок виявлено два житла, кістки тварин і риб, вироби з кременю та кості. Серед знахідок привертає до себе увагу посуд, оздоблений наліпними валиками. Бабине III — одне з найбільш досліджених поселень археологічної групи пам'яток з т.зв. «багато-валиковою» керамікою.
Станом на 1886 рік в селі Нижньо-Рогачицької волості мешкало 869 осіб, налічувалось 135 дворів, існувала лавка.
24 лютого 2022 року село тимчасово окуповане російськими військами під час російсько-української війни.

## Населення
Згідно з переписом УРСР 1989 року чисельність наявного населення села становила 320 осіб, з яких 128 чоловіків та 192 жінки.
За переписом населення України 2001 року в селі мешкало 240 осіб.

### Мова
Розподіл населення за рідною мовою за даними перепису 2001 року:
| Мова       | Кількість | Відсоток |
| ---------- | --------- | -------- |
| українська | 236       | 98.33%   |
| російська  | 4         | 1.67%    |
| Усього     | 240       | 100%     |

## Відомі уродженці села
- Костянтин Іванович Сушко - український письменник та журналіст.